# Gertrud Sigurdsen
Gertrud Sigurdsen, née le 11 janvier 1923 à Tunaberg (Comté de Södermanland) et morte le 27 mars 2015 à Stockholm, est une femme politique suédoise, membre du Parti social-démocrate.

## Biographie
Secrétaire et ombudsman de la Confédération des syndicats suédois de 1949 à 1982, elle a travaillé notamment dans l'industrie automobile et pour le gouvernement provincial du Södermanland. Elle a siégé au parlement suédois de 1969 à 1991 et a fait partie du gouvernement à trois reprises: secrétaire d'État à la Coopération (1973-1976), ministre de la Santé (1982-1985) et ministre des Affaires sociales (1985-1989).